# ASC CS Sucrière
El Compagnie Sucrière Sénégalaise, conocido como CSS, es un equipo de fútbol de Senegal que juega en la Liga senegalesa de fútbol, la liga de fútbol más importante del país.

## Historia
Fue fundado en el año 1981 en la ciudad de Richard-Toll, siendo un equipo que nunca ha sido campeón de liga ni ha gando ningún título de copa en toda su historia, pero ha sido finalista en la Copa senegalesa de fútbol en 1994 y también en la Copa de la Asamblea Nacional en el año 2010.
A nivel internacional ha participado en 1 torneo continental, en la Copa Confederación de la CAF del año 2006, donde alcanzó la Primera Ronda.

## Palmarés
- Copa senegalesa de fútbol: 0
  - Finalista: 1

1994
- Copa de la Asamblea Nacional: 0
  - Finalista: 1

2010

## Participación en competiciones de la CAF
| Temporada | Torneo                       | Ronda      | Club             | Casa | Visita | Global |
| --------- | ---------------------------- | ---------- | ---------------- | ---- | ------ | ------ |
| 2006      | Copa Confederación de la CAF | Preliminar | Mighty Blackpool | 2-0  | 1-2    | 3-2    |
| 2006      | Copa Confederación de la CAF | 1          | Espérance ST     | 0-1  | 0-3    | 0-4    |